# CHUBBY GROOVE
『CHUBBY GROOVE』（チャビィ・グルーヴ）は、日本のボーカリストである稲葉浩志と、アメリカ合衆国のギタリストであるスティーヴィー・サラスが「INABA / SALAS」名義で発表した1作目のオリジナル・アルバム。2017年1月18日にVERMILLION RECORDSより発売された。

## 概要
以前からお互いの作品で共演していたサラスと稲葉が、初めて共同で製作したフルアルバムである。初回限定盤には「SAYONARA RIVER」「OVERDRIVE」「AISHI-AISARE」のミュージックビデオが収録されたDVDが付属する。
サラスと稲葉は（本作リリースの時点で）25年に渡って親交があり、度々お互いのプロジェクトに参加していた。2人は「時間が合えば一緒にやろう」と約束していたものの、お互いのスケジュールが合わず実現していなかった。その後2016年になって、サラスは稲葉から「このくらいのスケジュールなら確保できそう」と連絡を受け快諾。2人のコラボレーションが実現した。
本作発売後の2017年1月25日から、ライブツアー『INABA / SALAS “CHUBBY GROOVE TOUR 2017”』を開催した。

## 制作
全ての楽曲の制作クレジットは、「All Songs Written by Stevie Salas & Koshi Inaba」（全曲サラスと稲葉による制作）となっている。実際の制作は、作曲はサラス、作詞は稲葉が担当した。楽曲制作の始まりは、サラスがアコースティックギター1本を用いて稲葉にアイデアを伝える所からであった。サラスは稲葉が歌うことを想定して、メロディなどのアイデアを用意していた。一方で稲葉は、サラスと向き合うまでは何もアイデアを用意しておらず、お互い探り合いながらの作業だったと振り返っている。その最初のアコースティックギターの音は楽曲制作の後半まで入ったままで、最終段階でエレクトリックギターに置き換えた。サラス曰く、そのアコースティックギターが曲のヴァイヴ（雰囲気）を作り出したという。
サラスは楽曲制作について、「ルールはなし。自分らしくもなく稲葉浩志っぽくもないサウンドを楽しみながらやりたい。」という考えがあった。稲葉は当初は「彼のスタイルである、少しハードでファンキーなロック」になると思っていたが、「SAYONARA RIVER」が最初に完成した際に「こういう感じなのか」という驚きがあり、いい意味でみんなが想像していたものと違う形になったと語っている。
作詞は基本的に稲葉が担当しているが、たとえ日本語の詞であったとしても、サラスは詞に対して気になる点は指摘したという。稲葉は「もちろん慎重に選んだ言葉を唄って」いたとのことだが、サラスは意味が解らなくとも聴覚上クールじゃないと判断した箇所は変えるように遠慮なく要望を出した。稲葉は「日本語として大事な意味を持っていても、響きが良くなかったら聞き手には届かない」と理解し、むしろサラスが日本語を理解していたら遠慮していたかもしれないところを、理解していないが故の遠慮ない指摘に感謝した。歌詞についてサラスは、過去に英語圏以外のミュージシャンをプロデュースしてきた経験を引合いに出し、その際に歌詞について大事にしていることについて「意図」（＝曲の持つフィーリングに歌い手の意図が沿っているか）、「リズム」（＝各楽器のリズムに合ったノリになっているか）の二つを挙げ、その「リズム」に合っていない箇所は稲葉に歌詞の変更のリクエストを出したという。
今作のレコーディングは東京、ハワイ、ワシントンD.C.、ロサンゼルス、オースティン、ナッシュビル、トロント、サンホセ、ソウルと様々な場所で行われた。元は稲葉の「新しい環境で新鮮なもの、新規が欲しい」という願望がきっかけではあったが、アレンジの段階でサラスは「ここはあのベーシスト、ここはあのドラマー」などのアイデアをどんどん出し、そのミュージシャン達の都合に合わせた結果、レコーディングのためにそのミュージシャンに会いに世界各国を巡っていくことになり、結果的にサラス単独で訪問した土地も半数近くある。

## 収録曲
1. SAYONARA RIVER (3:48) 
  - 今回のアルバム制作において最初に完成した曲である[8]。その為、稲葉の中で一番印象的な、象徴している曲と発言している[11]。
2. OVERDRIVE (3:12) 
  - ポルシェジャパン新型パナメーラとのコラボレーション映像のイメージソングに起用されている[12][13]。
3. WABISABI (3:14) 
  - 曲中のスキャット部分はサラスが歌っている[14]。
4. AISHI-AISARE (3:34) 
  - NTTドコモdヒッツ「キモチDJ」シリーズ「秘めた想い」篇CMソング[15][16]。
  - ミュージックビデオには日本のロックバンド・Made in Asia[注 2]のMaryneとShihoが出演している[17]。
  - 監督は東市篤憲が担当している[18]。
  - 2017年1月20日放送の『ミュージックステーション』に「INABA / SALAS」として出演した際に披露された[19]。
5. シラセ (4:20) 
  - ゆったりした曲調のバラード[8]。最初の曲作りの段階から制作されていたが、完成したのは最後であった。予定としては日本でのレコーディングの歌入れで終わるはずだったが、サラスのアイデアでスティーブ・フェロンにドラムを取り直してもらった。そのドラムパターンは以前とテンポが変わっており、稲葉は結局ロサンゼルスのレコーディングで歌入れをやり直したが、新しいテンポの方が歌い易く感じたという。今作アルバムの中で稲葉自身、一番難易度が高い曲と評している[11]。
6. ERROR MESSAGE (3:52)
7. NISHI-HIGASHI (3:18)
8. 苦悩の果てのそれも答えのひとつ (3:30) 
  - 「AISHI-AISARE」同様サラスがアルバム制作前から既に作っていた曲であり、コーラスとギターは以前から制作した物を使用している[11]。
9. MARIE (3:29)
10. BLINK (4:54) 
  - サラスはこの曲を「壮大な景色の中を旅している感じ」と述べている[11]。アルバム制作の最終段階で歌詞を書いており、稲葉は精神的に追い詰められている時に書いたと語っている[11]。
11. MY HEART YOUR HEART (3:49)
12. TROPHY (4:36) 
  - 「WOWOWテニス2017シーズン」イメージソング[20]。
  - ミュージックビデオにて仮タイトルは「金字塔」だったことがわかる。
  - この曲のレコーディングのために世界各国を巡っており、最初の曲創りは東京、ドラムレコーディングはロサンゼルス、そしてネイティブ・アメリカンのパーカッションとコーラスの録音のために、現地であるカナダのダンヴィルという田舎町に赴いた。そして、ベースのレコーディングを韓国で行った。サラスは、それらを全部ブレンドするのが大変だったと振り返っている[8]。

## タイアップ
- ポルシェジャパン新型パナメーライメージソング(#2)
- NTTドコモdヒッツ「秘めた想い」篇CMソング(#4)
- WOWOWテニス2017シーズンイメージソング(#12)

## 参加ミュージシャン
- 稲葉浩志：ボーカル、全曲作詞・作曲・編曲、アコースティック・ギター(#1)、パウワウドラム(#12)、バックグラウンド・ボーカル(#12)
- スティーヴィー・サラス：ギター、全曲作詞・作曲・編曲、キーボード(#1.4.6)、ドラム＆パーカッション(#10)、パウワウドラム(#12)、パーカッション(#12)、バックグラウンド・ボーカル(#8.10.12)
- パルテノン・ハクスリー：作曲(#10)、バックグラウンド・ボーカル(#10)
- マット・シェロッド：ドラム＆パーカッション(#1-3.8.9.11)、ドラム(#6.7)、グロッケンシュピール(#11)、キーボード(#6.11)、エレクトロニック・トリートメント(#7)、グローバルマスターオブデータプログラミング、ChubbyVide
- マーク・シュルマン：ドラム＆パーカッション(#4)
- スティーブ・フェロン：ドラム(#5)
- マッシモ・ヘルナンデス：ドラム＆パーカッション(#10)
- マット・ソーラム：ドラム＆パーカッション(#10)
- テイラー・ホーキンス：ドラム＆パーカッション(#10)、ロックドラム(#12)、パーカッション(#12)、バックグラウンド・ボーカル(#12)
- エイドリアン・ハージョ：パウワウドラム(#12)、バックグラウンド・ボーカル(#12)
- ローガン・スターツ：パウワウドラム(#12)、バックグラウンド・ボーカル(#12)
- デイビッド・リーチ：パーカッション(#5)
- ジャン・マリエ・ホーバット：ハートビート(#11)
- アルマンド・サバルレッコ：ベース(#2.3.6.7.9)
- ショーン・デイビス：ベース(#5.9)
- ホアン・アルデレッテ：ベース(#8)
- アデル・ジアー：ベース(#10)
- スチュアート・ゼンダー：ベース(#12)
- ドリアン・ハートソング：ベース(#12)
- アンプ・フィドラー：キーボード(#1-3.6.8.9)
- 寺地秀行：キーボード(#1.6)、プリプロダクションプログラミング
- ルー・ポマンティ：キーボード(#4.5.7.9.11.12)、エレクトロニック・トリートメント(#12)
- ナード・ベーリングス：キーボード(#4)、プログラミング(#4)、アディショナルギター(#4)、エレクトロニック・トリートメント(#1.3.7.12)
- ティム・パーマー：キーボード(#4.6.10)、アディショナルギター(#4.6.10)、ミキシング
- リッキー・ピーターソン：キーボード(#7)
- ルイス・モンタナビートスミス：キーボード(#10)、バックグラウンド・ボーカル(#8.10.12)
- バーナード・ファウラー：バックグラウンド・ボーカル(#5.7)
- ロブ・ラマザ：バックグラウンド・ボーカル(#12)
- フェデリコ・ミランダ：アディショナルギター(#8.10)
- ao：Voice(#9)
- ジャスティン・シャルツ：マスタリング